# Euphorbia dracunculoides
Euphorbia dracunculoides là một loài thực vật có hoa trong họ Đại kích. Loài này được Lam. mô tả khoa học đầu tiên năm 1788.